# Hamburger Bußgeldaffäre
Die Hamburger Bußgeldaffäre – auch Bußgeldskandal bezeichnet – war eine justizinterne Angelegenheit, in die um 1970 Richter und Dezernenten der Staatsanwaltschaft aus den Bereichen Wirtschaft und Verkehr verwickelt waren.

## Gesetzliche Grundlage
Neben Bußgeldern ließ das am 1. Oktober 1968 in Kraft gesetzte Gesetz über Ordnungswidrigkeiten (OWiG) als mildere Maßnahme auch die Einstellung des Verfahrens nach Zahlung eines Geldbetrages zu. Dabei war neben der Zahlung an den Fiskus nach § 47 Abs. 3 OWiG auch eine solche an gemeinnützige und ähnliche Institutionen zulässig.
Richter und Staatsanwälte, die privat (oder nebenberuflich?) in als gemeinnützig anerkannten Vereinen oder Körperschaften im Vorstand, als Justitiare oder Mitglieder tätig waren, waren daher geneigt, Geldbeträge, die im Zusammenhang mit der Verfahrenseinstellung zu zahlen waren, diesen Institutionen zukommen zu lassen. Von denen wurden sie dann wieder beauftragt, gutachtlich zu den betreffenden Verfahren Stellung zu nehmen, Vorträge zu halten, was spöttisch als „Hamburger Melkmaschine“ bezeichnet wurde.

## Aufklärung
Die Praxis blieb in Kreisen der Anwaltschaft nicht unbekannt. Verteidiger versuchten daher oft, selbst bei schwerwiegenden Delikten, durch das Angebot eines adäquaten Geldbetrages die Verfahrenseinstellung zu erreichen und die Festsetzung eines Bußgeldes zu verhindern. Zudem entfiel bei der Verfahrenseinstellung die Eintragung im Register, beispielsweise im Verkehrszentralregister in Flensburg oder im Gewerbezentralregister.
In der Öffentlichkeit wurde diese Praxis im Falle einer Abgabenverkürzung von 1,4 Millionen DM bekannt, die gegen die Zahlung eines Geldbetrages von 400.000 DM zu Gunsten einer solchen Einrichtung ungeahndet blieb. Bei der Aufklärung des Angelegenheit stellte sich heraus, dass die bedachten Institutionen bis zu einem Siebenfachen ihrer bisherigen Einnahmen erzielten.

## Auswirkungen
Die Affäre in Hamburg veranlasste Nachprüfungen in anderen Länderjustizverwaltungen. Dabei wurden vergleichbare Machenschaften aufgedeckt. Der Bund gegen Alkohol und Drogen im Straßenverkehr geriet ins Rampenlicht.
Ein in die Hamburger Affäre verwickelter Staatsanwalt wählte nach Aufdeckung den Freitod, und ein an der Sache beteiligter Richter wurde für unzurechnungsfähig erklärt.